# ایجنسی ویلیج (داکوتای جنوبی)
ایجنسی ویلیج(به انگلیسی: Agency Village) شهری در ایالت داکوتای جنوبی کشور ایالات متحده آمریکا است که جمعیت آن در سرشماری سال ۲۰۱۰ میلادی، ۱۸۱ نفر بوده‌است.